# Sturmpercht
Sturmpercht je avstrijska neofolk in eksperimentalna glasbena skupina. Ideje za glasbeno ustvarjanje skupina išče v tradicionalni alpski kulturi.

## Diskografija

### Albumi
| Leto | Naslov                                                    | Format, Opomba                                                |
| ---- | --------------------------------------------------------- | ------------------------------------------------------------- |
| 2003 | Der Tanz des Tatzelwurms / Am Fuße des Untersberges       | 7", omejena izdaja 234 kopij. 7", 99 kopij izdanih leta 2004. |
| 2004 | Stürm Ins Leben Wild Hinein!                              | 12" LP v leseni škatlici omejeno na 375 kopij.                |
| 2004 | Wilde Gesellen / Waldpracht                               | Split with Jagerblut. 7" omejena naklada 352 kopij.           |
| 2005 | Alpine Bann- und Segenssprüche                            | 12" LP/3" VCD inlay set, 250 kopij. Druga izdaja 99 kopij.    |
| 2005 | Der Marsch Der Wampelerreiter / Viel Volle Becher klangen | 7" EP, z Axel Frank skupine Werkraum                          |
| 2006 | Geister im Waldgebirg                                     | CD 6-panel digipack. 2 LP omejena izdaja 340 kopij.           |

### Kompilacija
| Leto | Kompilacija                                          | Pesem                         | Format, Opombe |
| ---- | ---------------------------------------------------- | ----------------------------- | -------------- |
| 2003 | Secret Lords                                         |                               | CD             |
| 2003 | Wir Rufen Deine Wölfe                                | Wir Rufen Deine Wölfe         | 2xLP           |
| 2004 | Steinklang Industries Disco 1994-2004                | Der Tanz Des Tatzelwurms      | CD             |
| 2005 | Mia Runa                                             |                               | 2xCD           |
| 2006 | Orkus Compilation 25                                 | Wir Rufen Deine Wölfe         | CD             |
| 2009 | Pagan Folk Und Apocalyptic Psychedelia - Kapitel I   | Das Letzte Zapfenmanderl      | CD             |
| 2010 | Pagan Folk Und Apocalyptic Psychedelia - Kapitel II  | Die Teufelsgeiger             | CD             |
| 2010 | Steinklang Industries Best of vol. I                 | Der Marsch der Wampelerreiter | CD             |
| 2011 | Pagan Folk Und Apocalyptic Psychedelia - Kapitel III | Die Tausendjärige Eiche       | CD             |